# Montignez
Montignez era una antigua comuna suiza del cantón del Jura, situada en el distrito de Porrentruy. El 1 de enero de 2009 se fusionó con los municipios de Buix y Buix para formar la comuna de Basse-Allaine.
El municipio limitaba con las comunas de Buix, Courtemaîche, Damphreux y Lugnez en Suiza y Courcelles en Francia.